# Мурадханли
Мурадханли (азерб. Muradxanlı) — село в Кубатлинському районі Азербайджану.
Село розміщене на лівому березі однойменної річки, за 28 км на південь від міста Бердзора. Село розташоване за 4 км на південний схід від села Цахкаберд, за 2 км на північ від села Дзорап та за 5 км на північний захід від села Вурґаван.
2 листопада 2020 року в ході Другої Карбаської війни було визволене Збройними силами Азербайджану.